# Chiến dịch quân sự
- Xem thêm Chiến dịch (định hướng)

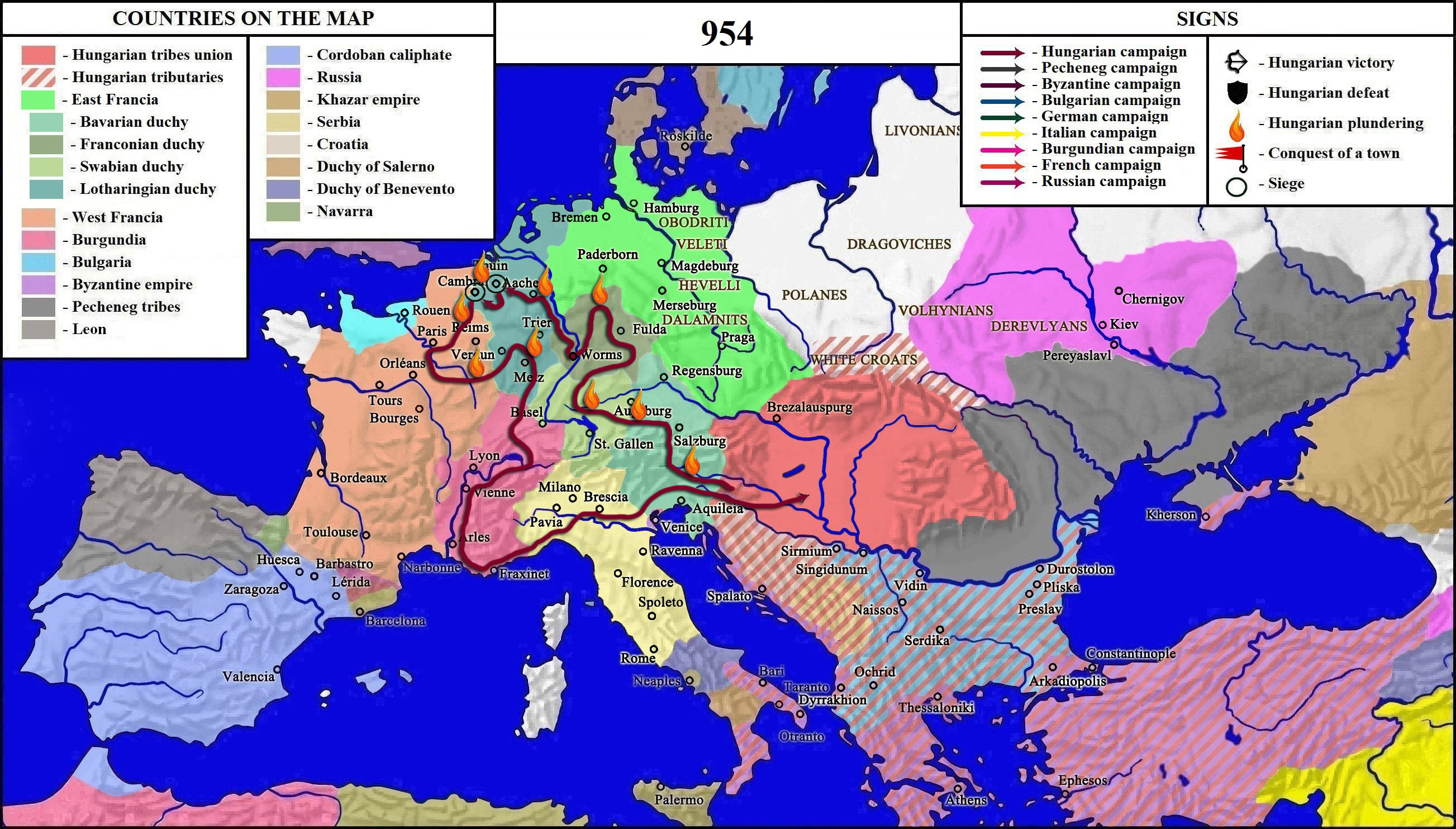
Chiến dịch của người Hungary ở Châu Âu năm 954.

Chiến dịch quân sự là hoạt động chiến đấu của một quân đội trong một không gian rộng lớn và thời gian dài trên cơ sở định sẵn của một kế hoạch quân sự. Một chiến dịch quân sự có quy mô lớn hơn một trận đánh và là một phần của một cuộc chiến tranh.
Về cấp độ hoạt động, chiến dịch quân sự là tập hợp có tính xâu chuỗi các trận đánh có mối liên quan trên một mặt trận trong một giai đoạn chiến đấu. Về tính năng, chiến dịch quân sự là hoạt động cấp trung gian của cấp chiến thuật quân sự ở trận đánh, kết nối đến chiến lược quân sự ở một mặt trận hoặc cả cuộc chiến tranh. Tính năng của cấp hoạt động trung gian này gọi là nghệ thuật chiến dịch.